# Sveti Mihael
Sveti Mihael (Mihovil, Mihajlo), prema biblijskoj tradiciji, arkanđeo koji se u Bibliji spominje pet puta. Vjeruje se da je on zapovjednik nebeske vojske u ratu protiv Luciferovih sila tijekom Nebeskoga rata. Zato se vjernici koji se nađu u nevolji često molitvom obraćaju ovom arkanđelu.
Sv. Mihael zaštitnik je policajaca i vojnika, a napose padobranaca i borbenih pilota te radiologa.

## Sv. Mihael u Bibliji
Ime Mihovil, odnosno Mihael, potječe iz hebrejskog "מִיכָאֵל‎", "Mi-ha-el", što znači: „Tko je kao Bog?” (lat. Quis ut Deus?).
Najznačajniji tekst o sv. Mihovilu je onaj iz Otkrivenja (Otk 12, 7-9):
| » | Uto se zametnu rat u nebu koji je Mihael sa svojim anđelima morao voditi protiv Zmaja. Zmaj i njegovi anđeli prihvatiše borbu, ali je ne mogoše izdržati. I mjesta za njih više nije bilo u nebu. Bijaše izbačen veliki Zmaj, stara Zmija, koja se zove đavao - sotona, zavodnik cijeloga svijeta - bijaše zbačen na zemlju i bijahu zbačeni s njime njegovi anđeli." | « |
|   | |   |

Ikonografija prikazuje sv. Mihaela kao ratnika u oklopu i s mačem u ruci. Crkva od najstarijih vremena ima veliko štovanje i duboku pobožnost prema svetom Mihaelu. Promatra ga kao moćnog anđela, koji je svojom zaštitom trajno prisutan.

## Štovanje i pobožnosti
Prema kalendaru Katoličke Crkve, blagdan sv. Mihaela slavi se 29. rujna. Na taj dan slave se još dvojica arkanđela: Sv. Gabrijel i Sv. Rafael. Bogoslužje vrlo zorno ističe trostruku djelatnost sv. Mihaela u službi Crkve: on je borac, molitelj i pratitelj. Molitva sv. Mihaelu upotrebljava se kao zaštita od zlih duhova i ta molitva je jedina egzorcistička molitva koja je dana na uporabu laicima uz dopuštenje Crkve. Papa Lav XIII. propisao je 1884. molitvu sv. Mihaelu na svršetku svete mise, koja je bila obvezna do liturgijskih promjena Drugoga vatikanskog sabora, no i danas se često moli. Posvećeni su mu i krunica i molitveni savez, molitva za njegova zaštitu. Svetim arkanđelima (Mihovilu, Gabrijelu i Rafaelu) posvećena je i Pobožnost svetim anđelima.
Sv. Mihovila štuju i židovi i kršćani i muslimani. Razni narodi štuju sv. Mihaela kao svoga zaštitnika, u Italiji je zaštitnik javne sigurnosti, a papa Pio XII. proglasio ga je zaštitnikom radiologa. Njemačka i Engleska također ga od davnine slave kao svojega zaštitnika. U ranomu srednjem vijeku, u kulturi humsko-dukljanskog područja do kraja 12. stoljeća osobito je bio štovan u tzv. Crvenoj Hrvatskoj, kao sveti Mihajlo. U suvremenoj Hrvatskoj mnoge su župne i podružne crkve podignute u čast sv. Mihaelu, a neka mjesta nose njegovo ime, npr. Donji Miholjac, Miholec, Mihovljan itd. Sveti Mihael je zaštitnik Šibenika i Šibenske biskupije, te Hrvatske policije i Hrvatske vojske. Na njegov blagdan obilježava se Dan hrvatske policije te Dan Grada Šibenika i Dan Grada Donjeg Miholjca.
Po njemu je nazvana Tvrđava sv. Mihovila u Šibeniku. Kipovi sv. Mihaela za 1100 godina Hrvatskog Kraljevstva inicijativa je pokrenuta 2024. godine u povodu obilježavanja 1100. obljetnice Hrvatskog Kraljevstva, u sklopu čega se  postavlja jedanaest monumentalnih kipova svetog Mihaela arkanđela na strateškim lokacijama u Hrvatskoj i Bosni i Hercegovini.